# Kevin "She'kspere" Briggs
Kevin "She'kspere" Briggs là một nhà sản xuất âm nhạc người Mỹ, hay còn được biết đến là người sáng tác ca khúc thành công của TLC, "No Scrubs" và một vài bài hát trong album thành công của nhóm Destiny's Child, The Writing's on the Wall. Anh đồng thời còn viết nhiều bài hát cho Mariah Carey, Pink, Whitney Houston, và nhiều nghệ sĩ khác.
Bài hát của TLC, "No Scrubs", và một vài ca khúc khác nhau "Bills, Bills, Bills" và "Bug-a-Boo" của Destiny's Child hay đĩa đơn đầu tiên của Pink, "There You Go", đều được bạn gái sau này của anh, ca sĩ Kandi Burruss viết lời.
Sau đó, năm 2000, anh lại tiết tục viết ca khúc cho Whitney Houston & Blu Cantrell.